# Martti Nieminen
Martin Aleksander „Martti“ Nieminen (3. listopadu 1891 Salo, Finsko – 29. března 1941 Helsinky, Finsko) byl finský zápasník, reprezentant v zápase řecko-římském.
V roce 1920 na olympijských hrách v Antverpách vybojoval bronzovou medaili v těžké váze. Na mistrovství světa v zápase řecko-římském v roce 1921 vybojoval stříbrnou medaili.

V roce 1920 se stal šampiónem severských zemí, v roce 1919 a 1921 vybojoval stříbro. V roce 1921 a 1922 byl finským šampiónem a v roce 1924 vybojoval bronz.